# Final Straw
Final Straw is het derde studioalbum van Snow Patrol uit 2003. Het was het eerste album van de band dat uitgebracht werd op een majorlabel. Het album zorgde voor het eerste mainstream succes van de band in enkele landen, waaronder in Nederland. Final Straw is in het Verenigd Koninkrijk 1.6 miljoen keer verkocht en heeft daar vijf maal de platina status bereikt.

## Tracklist
1. "How to Be Dead" – 03:23
2. "Wow" – 04:05
3. "Gleaming Auction" – 02:06
4. "Whatever's Left" – 02:41
5. "Spitting Games" – 03:48
6. "Chocolate" – 03:11
7. "Run" – 05:57
8. "Grazed Knees" – 02:56
9. "Ways & Means" – 04:49
10. "Tiny Little Fractures" – 02:28
11. "Somewhere a Clock Is Ticking" – 04:34
12. "Same" – 03:54
13. "We Can Run Away Now They're All Dead and Gone" (bonus) – 03:15
14. "Half the Fun" (bonus) – 02:54

## Releasedata

### Standaardeditie
- 4 augustus 2003
- 16 september 2003
- 30 mei 2004

### Speciale editie
- 2 februari 2004
- 30 maart 2004

## Prestaties
Het album behaalde de eerste positie in Ierland, de derde in het Verenigd Koninkrijk, in de Nederlandse Album Top 100 de 49ste en in de Amerikaanse Billboard 200 de 91ste.
| Title            | NL Releasedatum | UK | NL* |
| ---------------- | --------------- | -- | --- |
| "Spitting Games" | 2003            | 23 | -   |
| "Run"            | 2003            | 5  | 71  |
| "Chocolate"      | 2004            | 24 | 34  |
| "How to Be Dead" | 2004            | 39 | -   |

*: Notering in de Nederlandse Single Top 100

## Medewerkers
- Gary Lightbody - Gitaar, glockenspiel, vocalen, keyboard
- Nathan Connolly - Gitaar, achtergrondvocalen
- Mark McClelland - Basgitaar, keyboard
- Jonny Quinn - Drums
- Stephen Marcussen - Mastering
- Louie Teran - Mastering
- Iain Archer - Achtergrondvocalen
- Bruce White - Altviool
- James Banbury - Piano, snaarinstrumenten, cello
- Fiona McCapra - Viool
- Ben Georgiades - Engineer
- Dan Swift - Engineer
- Jacknife Lee - Producer, mixing
- Phil Tyreman - Assistent engineer
- Ian Dowling - Assistent engineer
- Mike Nelson - Mixing
- Jeff McLaughlin - Assistent
- Chris Lord-Alge - Mixing